# Albert Koch (Politiker)
Albert Koch (* 10. Juli 1921 in Neustadt bei Coburg; † 20. Juli 1995 Coburg) war ein deutscher Politiker (SPD).
Koch machte 1940 das Abitur am Ernestinum in Coburg und leistete seine Arbeitsdienstpflicht ab. Sein Studium an der Universität Würzburg in den Fächern Neuphilologie und Geschichte musste er wegen seiner Einberufung zur Wehrmacht abbrechen. Nach über vierjährigem Kriegsdienst und einem kurzen Aufenthalt in amerikanischer Gefangenschaft machte er die Ausbildung zum Volksschullehrer am damaligen Lehrerbildungsinstitut Coburg und war danach Lehrer in Neustadt bei Coburg.
1945 wurde Koch Mitglied der SPD. Er saß im Stadtrat der Stadt Neustadt bei Coburg und war dort Vorsitzender der SPD-Fraktion. Ferner war er Vorsitzender des Ortsvereins Neustadt bei Coburg und Vorsitzender des Unterbezirks Coburg der SPD sowie Mitglied des Kreistags Coburg. Von 1970 bis 1986 war er Mitglied des Bayerischen Landtags.